# 薩韋利夫卡 (莫納斯特里斯卡區)
49°7′11″N 25°12′52″E / 49.11972°N 25.21444°E
薩韋利夫卡（烏克蘭語：Савелівка），是烏克蘭的村落，位於該國西部捷爾諾波爾州，由喬爾特基夫區負責管轄，始建於1450年，面積1.27平方公里，2001年人口251，人口密度每平方公里197.3人。